# Rika Mamiya
Rika Mamiya (間宮梨花 Mamiya Rika?, nacida el 7 de marzo de 1992) es una modelo de moda y cantante japonesa.

## Primeros años
Ella nació en la Prefectura de Kanagawa, de padre japonés y madre Filipina. Ella tiene una hermana más joven.

## Actividades modelos y talentos
Rika debutó en la "Revista Memorial Ranzuki" en 2008 hasta su graduación en la revista de octubre de 2010. También participó en el festival Gal Shibuya.

## Carrera musical
Como cantante, debutó en julio de 2009 cuando se unió al grupo Romeo, integrado por Ayumi Sato, Tanaka y Hikichi Takazumi. También ha sido miembro del grupo femenino Iloilo desde noviembre de 2010.
El 12 de noviembre de 2010, ella también se unió al grupo llamado "ILOILO".